# トーゴの港湾
トーゴの港湾（トーゴのこうわん、英語: Ports and harbours in Togo）は、トーゴにおける港湾について記す。

## 一覧
- ロメ港（ロメ）
- クペメ港（Kpémé） または ペメ港 - リン鉱石の積み出し専用桟橋